# Fred Tootell
Frederic Delmont "Fred" Tootell (ur. 9 września 1903 w Lawrence, w stanie Massachusetts, zm. 29 września 1964 w Wakefield-Peacedale, w stanie Rhode Island) – amerykański lekkoatleta młociarz, mistrz olimpijski z 1924 z Paryża.

## Przebieg kariery
Rozpoczął trenowanie rzutu młotem w 1919. W 1923 został mistrzem Stanów Zjednoczonych (AAU), a także akademickim mistrzem USA (NCAA i IC4A). W 1924 został ponownie mistrzem USA (AAU). Swój największy sukces odniósł na igrzyskach olimpijskich w 1924 w Paryżu, gdzie zdobył złoty medal wynikiem 53,295 m.
Od 1925 pracował jako trener lekkoatletyczny na University of Rhode Island przez ponad 30 lat.

## Rekord życiowy
- rzut młotem – 55,33 m (1923)[1]